# Bədişqala
Bədişqala è un comune dell'Azerbaigian situato nel distretto di Qusar. Conta una popolazione di 1 035 abitanti.